# 皮德戈里夫卡 (科澤利希納區)
49°10′58″N 33°48′36″E / 49.18278°N 33.81000°E
皮德戈里夫卡（烏克蘭語：Підгорівка），是烏克蘭中部的村莊，隸屬波爾塔瓦州的克雷門丘克區。該村分別距離科澤利希納 (馬希夫卡區)2公里和新加列希納1公里，海拔高度82米，2001年人口77。